# Seonaid McIntosh
Seonaid McIntosh (Edimburgo, 15 de marzo de 1996) es una deportista británica que compite en tiro, en la modalidad de rifle.
Ganó una medalla de oro en el Campeonato Mundial de Tiro de 2018 y cuatro medallas en el Campeonato Europeo de Tiro entre los años 2017 y 2023.
En los Juegos Europeos de Cracovia 2023 consiguió una medalla de bronce en la prueba de rifle 3 posiciones 50 m.

## Palmarés internacional
| Campeonato Mundial | Campeonato Mundial       | Campeonato Mundial | Campeonato Mundial          |
| Año                | Lugar                    | Medalla            | Prueba                      |
| ------------------ | ------------------------ | ------------------ | --------------------------- |
| 2018               | Changwon (Corea del Sur) | Medalla de oro     | Rifle en pos. tendida 50 m  |
| Juegos Europeos    |                          |                    |                             |
| Año                | Lugar                    | Medalla            | Prueba                      |
| 2023               | Breslavia (Polonia)      | Medalla de bronce  | Rifle 3 posiciones 50 m     |
| Campeonato Europeo |                          |                    |                             |
| Año                | Lugar                    | Medalla            | Prueba                      |
| 2017               | Bakú (Azerbaiyán)        | Medalla de oro     | Rifle 3 posiciones 50 m     |
| 2019               | Lonato (Italia)          | Medalla de oro     | Rifle en pos. tendida 300 m |
| 2019               | Lonato (Italia)          | Medalla de bronce  | Rifle 50 m mixto            |
| 2023               | Tallin (Estonia)         | Medalla de plata   | Rifle 10 m                  |